# Peter Brötzmann
Peter Brötzmann (Remscheid, 6 de març de 1941 - Wuppertal, 22 de juny de 2023) fou un clarinetista i saxofonista de jazz alemany. Brötzmann és considerat un dels músics més importants del free jazz europeu. És famós per posseir un potent so de saxo i un joc enèrgic. El seu àlbum Machine Gun, gravat l'any 1968, s'ha convertit en un clàssic del free jazz. El seu aspre timbre líric és fàcilment reconegut als seus nombrosos enregistraments.

## Biografia
Va estudiar pintura a Wuppertal i va estar involucrat amb el moviment Fluxus, però va quedar desancantat amb les galeries d'art i les exposicions. Va viure el seu primer concert de jazz quan va veure el músic de jazz nord-americà Sidney Bechet mentre encara estava a l'escola a Wuppertal, i li va causar una forta impressió. També es va inspirar en Miles Davis i John Coltrane.
Brötzmann no ha abandonat la seva formació d'art, i ha dissenyat la major part de les cobertes dels seus propis àlbums. La seva formació musical va començar de forma autodidacta, aprenent a tocar diversos tipus de clarinets i saxofons, tot i que també és conegut per tocar el taragot. L'any 1966 coneix Carla Bley, pianista i compositora que estava de gira amb la Jazz Composer's Orchestra, i formen un quintet juntament amb Michael Mantler, Aldo Romano i Kent Carter. Les seves primeres col·laboracions musicals van ser amb el contrabaixista Peter Kowald. For Adolphe Sax, el primer enregistrament de Brötzmann, va ser llançat el 1967, amb Kowald i el bateria Sven-Ake Johansson.

### L'àlbumMachine Gun
El 1968, un any d'agitació política a Europa amb el maig francès i la primavera de Praga, va veure la sortida de Machine Gun, enregistrament amb una formació d'octet que figura sovint entre els àlbums més notables de free jazz. L'àlbum va ser autoproduït sota el seu segell discogràfic BRO i es va vendre en concerts, tot i que més tard va ser comercialitzat per FMP Records. L'any 2007, a Chicago, Atavistic Records va remasteritzar i reeditar Machine Gun.

### La dècada dels 70
Nipples, un àlbum més melòdic, es va enregistrar el 1969 amb molts dels músics inclosos a Machine Gun: el bateria Han Bennink, el pianista Fred Van Hove, el saxofonista tenor Evan Parker, i el guitarrista britànic d'improvisació lliure Derek Bailey. La segona part d'aquestes sessions, anomenada More nipples, és més estrident. Fuck De Boere (Dedicat a Johnny Dyani) és un àlbum en directe de sessions lliures d'aquests primers anys, amb dues llargues improvisacions, un enregistrament de 1968 de "Machine Gun" en directe (anterior a la versió d'estudi) i una llarga jam-session de 1970. Les dificultats logístiques de la gira amb un octet van dur a reduir el grup a un trio amb Han Bennink i Fred Van Hove. Bennink també va participar en Schwarzwaldfahrt, un àlbum de duets enregistrat a la Selva negra el 1977 amb el saxo de Brötzmann, amb Bennink tocant els tambors i altres objectes al bosc.

### Dècada dels 80:Last Exit
A la dècada de 1980, Brötzmann va coquetejar amb metalls pesants i el soroll de rock, incloent una temporada amb la banda Last Exit i el posterior enregistrament amb el baixista de Last Exit i productor Bill Laswell.
El 1981, Brötzmann va fer una emissió de ràdio amb Frank Wright i Willem Breuker (saxofons), Toshinori Kondo (trompeta), Hannes Bauer i Alan Tomlinson (trombons), Alexander von Schlippenbach (piano), Louis Moholo (bateria) i Harry Miller (baix). Aquest gravació va ser llançada al mercat com l'àlbum Alarm.

### Dècada del 1990
Brötzmann es va mantenir actiu, enregistrant i fent gires amb regularitat. Va publicar més de trenta àlbums com una líder de banda, i va aparèixer en dotzenes més. El seu àlbum "Die like a dog Quartet" (amb Toshinori Kondo, William Parker i Hamid Drake, bateria) està vagament inspirat en el saxofonista Albert Ayler, influència principal en la música de Brötzmann. Des de 1997 va fer gires i va gravar amb regularitat amb Peter Brötzmann Chicago Tentet (inicialment un octet). Brötzmann també ha gravat o tocat amb músics com Cecil Taylor, Willem van Ragin, Mats Gustafsson, Ken Vandermark, Conny Brötzmann Bauer i el seu fill, Caspar Brötzmann, que s'ha convertit en un notable guitarrista.